# Нойвіттенбек
Нойвіттенбек (нім. Neuwittenbek) — громада в Німеччині, розташована в землі Шлезвіг-Гольштейн. Входить до складу району Рендсбург-Екернферде. Складова частина об'єднання громад Денішер-Вольд.
Площа — 13,12 км2. Населення становить 1117 ос. (станом на 31 грудня 2020).

## Галерея

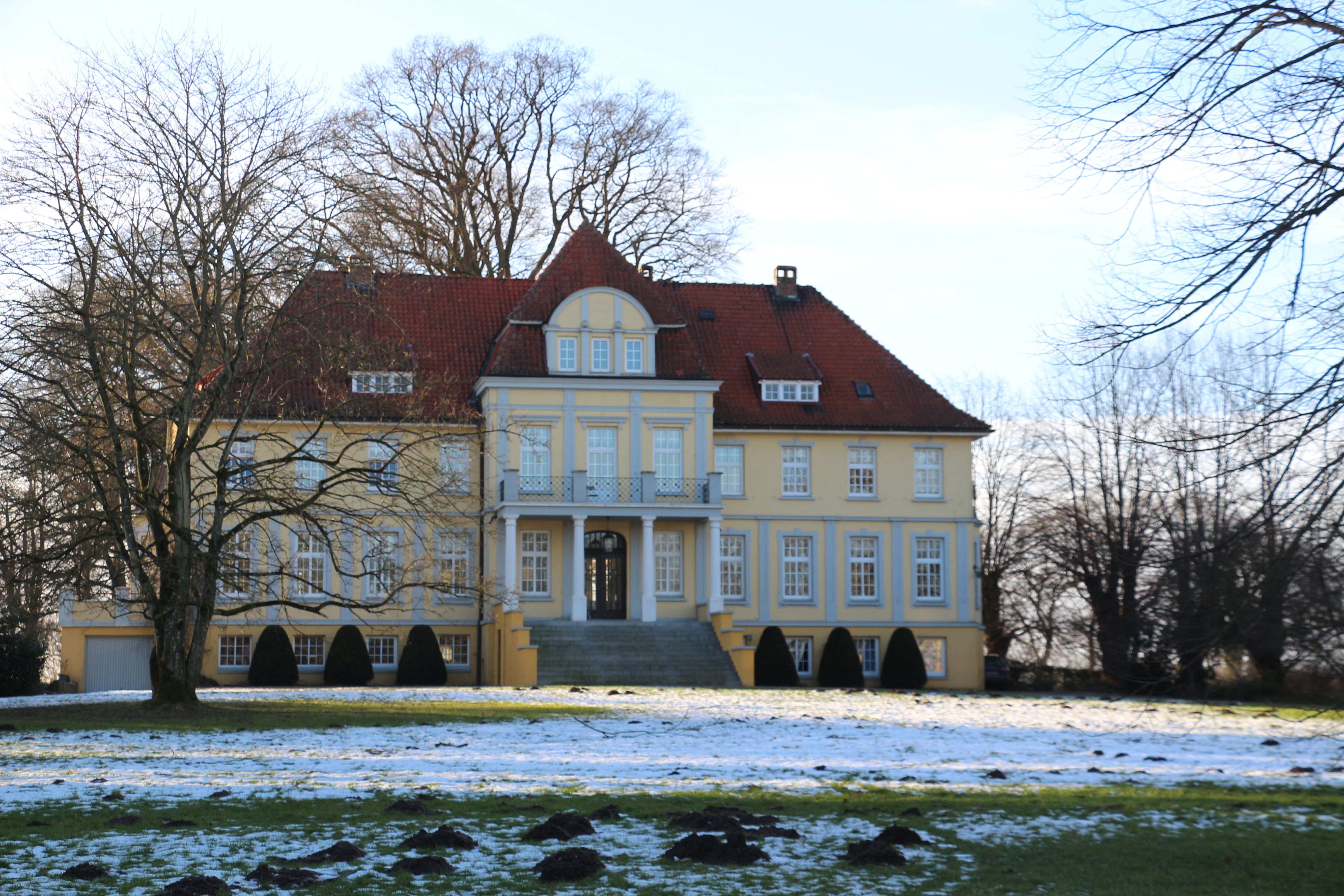